# Галактики войдів
Галактики войдів — галактики, що розташовані у войдах (космологічних порожнинах). У войдах мало галактик — більшість галактик лежить у листках, стінах і нитках, які оточують войди. Деякі галактикі войдів з'єднані між собою нитками порожнин (англ. void filaments) або «вусиками» (tendrils), які менш масивні, ніж звичайні нитки галактик, що оточують войди. Ці нитки часто пряміші, ніж їхні непорожнинні аналоги через відсутність впливу навколишніх ниток. Вони можуть бути досить насиченими, щоб утворювати бідні скупчення галактик. Вважається, що галактики войдів являють собою незаймані приклади еволюції галактик. Вони мають небагато сусідів і, ймовірно, утворилися з чистого міжгалактичного газу.

## Формування
Деякі астрофізики припускають, що войди утворюються внаслідок того, що великі галактичні нитки витягуються гравітацією великих надскупчень із менш населених ділянок, що спричиняє зростання войдів, таких як войд Волопаса. Такі галактики, як MCG+01-02-015, іноді відстають від таких подій.